# چئونگیسان (پوچئون/گپیونگ)
چئونگیسان (به لاتین: Cheonggyesan) یک کوه در کره جنوبی است. چئونگیسان ۸۴۹ متر بالاتر از سطح دریا واقع شده‌است.